# Новое дело (Дагестан)
Новое дело — общественно-политический российский еженедельник.

## История
Основатель и первый главный редактор — Далгат Ахмедханов. Учредитель — ООО «Новое Дело». Газета освещает общественно-политические события, происходящие в Дагестане и за его пределами.
Официальный сайт Главы Республики Дагестан включил газету в число ведущих общественно-политических еженедельников республики.
Газета информационно поддерживала все кругосветные плавания мореплавателя Е. Гвоздева.
Во вторник утром 9 июля 2013 года был обстрелян неизвестными в поселке Семендер автомобиль, в котором находился зам. главного редактора газеты «Новое дело» Ахмеднаби Ахмеднабиев. Это было второе покушение на него (первое было совершено в январе 2013 года).

## Главные редакторы
- Далгат Ахмедханов (1991—2001)
- Гаджимурад Сагитов (с октября 2012 года)[10]

## Рубрики
В газете регулярно публикуются интервью с известными персонами, репортажи и новостные заметки, которые выходят на информационно-аналитических полосах: «Новости», «Политика», «Экономика», «Общество», «Культура», «Спорт», «Религия», «Махачкала», «Ваши письма», «Дело молодое», «История Отечества», «Глас народа».
Тираж газеты — 21,4 тыс. экз. — самый большой среди республиканских коммерческих газет. Распространяется по подписке и в розницу по всей Республике Дагестан.